# Sainte-Thècle
Sainte-Thècle (Santa Tecla en el idioma español) es un municipalidad canadiense de la provincia de Quebec, ubicada en municipio regional de condado de Mékinac, sobre todo en la cuenca Batiscanie y en la región administrativa de Mauricie. Esta localidad 213,5 km cuadrada es especialmente conocida por sus estaciones de todo sus 55 lagos que salpican la zona. Su bosque y el paisaje de montaña ofrecen vistas excepcionales a los turistas y veraneantes. Sainte-Thècle es también un paraíso para los vehículos de la caza, pesca, motos de nieve/todo terreno y otros deportes al aire libre. La iglesia, casa parroquial y el cementerio, situado en la colina dominante de la aldea es un patrimonio histórico de gran interés. Las industrias agrícolas y forestales han marcado su historia.

## Geografía
Sainte-Thècle se encuentra en el cruce de las rutas 153 y 352. El camino 153, orientado norte-sur, que conecta Yamachiche de Lac-aux-Sables a través de Saint-Tite. En su camino a Sainte-Thècle, el camino 153 cubre la ruta de St. George Road (sur), Notre-Dame, St-Jacques y chemin St-Pierre del Norte. Si bien el camino 352 de Trois-Rivières a Saint-Stanislas y Saint-Adelphe, entonces llega a Sainte-Thècle por St. Thomas Road South, que termina en la intersección de la carretera 153 en el extremo sur de la localidad de Sainte-Thècle (cerca de la estación).
El municipio de Sainte-Thècle está encerrado por Saint-Tite (sur), Grandes-Piles (suroeste), Saint-Roch-de-Mékinac (suroeste), Trois-Rives (norte), Lac-aux-Sables (norte) y Saint-Adelphe (sureste). Casi todo el territorio de Sainte-Thècle es parte de Cuenca río Batiscan, excepto un área en el noreste (el límite de Trois-Rives) y otra pequeña área cerca del lago al noreste misionero.

## Hidrografía
El territorio de Sainte-Thècle se caracteriza por cuatro cuencas de Batiscanie:
• el río Mekinac cuya ruta parte de Lago Mekinac fluya hacia el Saint-Maurice Río en Mauricie Medio. La parte norte de Canton Lejeune fluye hacia el río Mekinac, incluyendo el lago y el lago Botón Lejeune. Se une a la corriente a través del Lago Thom Bouchard, Lake George y el Lago Thom. Corriente Thom desemboca en el río Mekinac en el pueblo de Saint-Joseph-de-Mékinac.
• el Petite rivière Mékinac Nord (pequeño río al norte Mekinac) cuyo segmento norte tiene una longitud de 19 km. Este río tiene su fuente en Sainte-Thècle, de tercera Lago Champlain (3e lac Champlain). Las aguas fluyen hacia el sur, posteriormente, en el segundo lago, entonces el primer lago Champlain. El curso del río continúa hacia el sur, cruzando lagos Cobb-Dorval (a 2.4 km de la desembocadura del próximo lago) y Pelard (a 2,8 km de la desembocadura del pequeño lago Dorval). El límite de Sainte-Thècle y Grandes-Piles es justo al sur de Lago Pelard y el agua hasta el lago "Pedro" (à Pierre) y el pequeño lago Dorval (situado a 3 km del lago Roberge (Grandes-Piles). South Lago Cobb-Dorval, el río recoge otra secreción del oeste que vierte las aguas de los lagos de "embriones", "du Canard" (pato) y Button. Nicolás en el centro del lago, el río recibe el lado este, la salida del lago Fontaine (Grandes-Piles). Finalmente el río desemboca en un pequeño lago en el extremo noroeste del lago Roberge (Grandes-Piles). Este pequeño lago también recibe las aguas del segundo lago que Roberge descarga fluye hacia el sur este fin, la descarga de un centenar de metros del pequeño lago desemboca en el Lago Roberge;
• El rivière des Envies (río Antojos) cruzando el rango St. Joseph (dirección sur), teniendo su origen en Lake Traverse, es la mayor cuenca hidrográfica. Este río atraviesa el territorio de Saint-Tite (a través de los picos más grandes) Saint-Severin y desemboca en el río Batiscan para localidad de Saint-Stanislas (Les Chenaux);
• El Río Pierre-Paul se eleva en Lago Pierre-Paul, que se encuentra en la parte oriental del territorio de Saint-Tite. El curso principal del río describe un gran "Z" por una tierra eminentemente agrícola (y un bosque al principio de curso). El río corre primero al norte en Sainte-Thècle, el drenaje de las filas St. Thomas (Sur). El río hace una broma sobre dos lotes en Montañas San Jorge (del Sur). A partir de ahí, el río horquillas a 160 grados a la derecha para dirigirse hacia el sur, la recogida de la corriente de descarga Gagnon que drena parte de resonaron St George (Sur). El río atraviesa la carretera, y Charest corte diagonal seis lotes de terreno sonaron St-Thomas (sur). Su camino se cruza la frontera de la Saint-Adelphe y cortar nueve lotes de sonó St-Émile (Saint-Adelphe) y seis lotes en Montañas St-Pierre (Saint-Adelphe), antes de hacer un poco de broma a tres lotes en el cuarto noreste rango Rivière des Envies (en Saint-Tite). El Río Pierre-Paul y sucursales a 120 grados a la izquierda para volver al norte a través de cuatro lotes de la rang St-Pierre Saint-Adelphe. Su carrera corta ocho lotes en Montañas St-Alphonse (Saint-Adelphe) y algunos Ranking suroeste lotes río Batiscan, antes de desembocar en el río Batiscan para la altura de la localidad de Saint-Adelphe (lado suroeste).
Mientras Piché Creek drena gran parte del rango St. Thomas (norte-sur) por el corte perpendicular a los lotes por carretera 352 (Rompré carretera) donde se convierte en "Brazo de Pierre-Paul River". Este pequeño río ramas al sur y cruzar el camino de flujo St-Emile en el Río Pierre-Paul (aproximadamente 0,5 km de la boca de este último, que desemboca en el Batiscan) La investigación llevada a cabo por.
• El río Tawachiche tiene una ruta norte-sur 25 km en su totalidad en el término municipal de Lac-aux-Sables. El río fluye a través de la Zec Tawachiche para desplazarse hacia el norte-este de la aldea's Hervey Junction, donde hay hermosas cascadas. A continuación, el río corre a lo largo de la frontera suroeste del municipio de Lac-aux-Sables y Sainte-Thècle, que desemboca en el río Batiscan, en el borde de Lac-aux-Sables y Sainte-Thècle, en un área designada el "Pee-Wee". Su principal afluente es el río West Tawachiche, que desemboca en el río Tawachiche para Audy.
En la historia de los nativos americanos, estos tres ríos se considera que han servido como ruta de transporte (incluyendo canoas o en las carreteras de hielo) para llegar a los lagos y ríos de aguas arriba. Muchos diques de los castores se desaceleraron sus tasas. Estos ríos también sirvieron estacionalmente transporte de madera de flotación y algunos aserraderos se establecieron en su carrera.
El Batiscan que fluye al sur sobre 196 km, se eleva en el Lago Isla y Haute-Mauricie. Fluye a través de la Portneuf Wildlife Sanctuary a Rivière-à-Pierre, Notre-Dame-de-Montauban, Lac-aux-Sables, Sainte-Thècle (límite), Saint-Adelphe, Saint-Stanislas, Saint-Narcisse, Sainte-Geneviève-de-Batiscan y Batiscan.

## Demografía locales
| Año  | Población | Cambio (%) | La mediana de edad |
| ---- | --------- | ---------- | ------------------ |
| 2016 | 2484      | -          |                    |
| 2011 | 2478      | -0,3%      | 53,4 años          |
| 2006 | 2486      | -1,1%      |                    |
| 2001 | 2513      | -6,9%      |                    |
| 1996 | 2698      | -2,5%      |                    |
| 1991 | 2766      | -4,2%      |                    |
| 1986 | 2887      | -          |                    |

Viviendas particulares ocupadas por residentes permanentes (2011): 1157 (de un total de 1413 unidades).
Lengua materna:
- Francés como primera lengua: 98,2%
- Inglés como primera lengua: 0,4%
- Inglés y francés como primera lengua: 0,4%
- Otros idiomas nativos: 1,0%

## Principales lugares de interés
- Parc St-Jean-Optimiste, situada en el pueblo, en el borde del Lac Croche (parte sur del lago). Este sitio contiene una playa pública municipal, una hermosa fuente de agua iluminada en el centro del lago, un embarcadero para embarcaciones de recreo, un aterrizaje, un centro de recreación, mesas de pícnic, una pelota de volley ... y el paso "Laurent Naud", situada en las orillas del Lac-Croche (entre la rue Du Pont y Parc de St-Jean-Optimiste). En invierno, la pista está patinando popular. Varios eventos sociales y deportivos se llevan a cabo regularmente en el Parque St-Jean-Optimiste.
- Iglesia construida en 1903-1905, situado en la colina más alta del centro del pueblo. Construido bajo la dirección del sacerdote Maxime Masson, la iglesia de Sainte-Thècle es uno de los mejores del patrimonio religioso de la Mauricie y Quebec.[8]
- Cementerio de arriba  (designado "Cementerio de Masson"), detrás de la iglesia. Cuenta con un camino de la cruz tallada en piedra, una hermosa pesadilla y muchos monumentos antiguos que recuerdan el pasado de la vida de los antepasados. Nota: El cementerio a continuación se designa como "cementerio Janelle", que evoca la obra de la vida del sacerdote Michel Janelle de Sainte-Thècle.[9]
- Landing Pública en Lago Jesuite, en la parte sur del lago, cerca de la boca.
- Landing Pública en Lac-aux-Chicots (situado en la carretera de St-Pierre-sur), cerca de la aldea).
- El paseo Chnabail lago (accesible por carretera desde la Lago Jesuite), que ofrece un paseo por el bosque para descubrir el desierto.
- Club de esquí "Le Geaie Bleu" (El Blue Jay), ubicado en 2501 chemin Saint-Michel del Norte, Sainte-Thècle. Este centro proporciona 11,7 km de pistas acondicionadas.
- Sugarbush. Sainte-Thècle tiene varios arce para la producción de jarabe de arce en la primavera. Algunos de arce tiene un espacio para dar cabida a grupos y ofrecen comidas, incluyendo arce "Chez Angelo y Anita", situada en 1631, chemin de Saint-Georges, Sainte-Thècle.[10]
- Camping "Domaine Lac et Forêt" (Dominio y Lake Forest), que se encuentra en Saint-Pierre-graduación del Norte, que ofrece actividades para todos los grupos de edad: voleibol, baloncesto, balón prisionero, hockey, juegos (interior y exterior) y una piscina de olas gigantes...[11]

Además, los visitantes pueden beneficiarse Sainte-Thècle muchos lagos para pasear en bote, senderos para motos de nieve o ATV, la caza y la pesca, camping y resort.·

## Municipal Cronología
- 23  de septiembre de  1874 del municipio de la parroquia de Sainte-Thècle fue oficialmente establecida a raíz de la publicación del decreto del Gobierno en el Boletín Oficial Quebec (Gazette officielle du Québec).
- 27  de abril de  1909 se crea el municipio poblado de Sainte-Thècle y su territorio (la ciudad desde arriba y desde la estación) se separa del municipio de la parroquia.
- 1958: pueblo el sector inferior se encuentra el municipio de parroquia y se fusiona con el municipio aldea.
- 1 de enero de 1982: aplicación de la Mekinac MRC (municipalidad regional de condado), que a su vez sustituye a la corporación del condado que se estableció en 1855. El MRC es una organización Mekinac supramunicipal cuyo territorio incluye todos los municipios área Mekinac. Los poderes del MRC se basan en ambas potencias obligatorias previstas por la ley y las habilidades adicionales de acuerdo a la voluntad de los municipios de su territorio para compartir servicios.
- 7 de junio de 1989: Fusión entre el municipio de la parroquia y el pueblo de Sainte-Thècle para formar el municipio de Sainte-Thècle.

## Escuela Cronología
- 1878: creación del primer consejo escolar de Santa Tecla. La primera reunión de la junta escolar se llevó a cabo 4 de marzo de 1878 en la residencia de Theophile Magnan.[14]
- 1915: la separación del territorio de Sainte-Thècle dos tablas: la aldea y parroquia.
- 1949: fusión de las dos tablas.
- 1965, la Fundación CSRM (Commission scolaire régionale de la Mauricie) para servir a toda la educación secundaria, vigente a partir del 1 de julio de 1965. Si bien la Junta Escolar de Sainte-Thècle sigue tutor pedagógico nivel primario.
- 1969: el cese de la enseñanza secundaria y tres más en junio de 1969 en Sainte-Thècle. Ahora, esta enseñanza es el "École secondaire Paul Le Jeune" en Saint-Tite, que comenzó en septiembre de 1969.
- 1 de julio 1972: Junta fusión Escuela de Santa Tecla con el "Commission scolaire de Normandie" (Consejo Escolar Normandía) que ya fue responsable desde 1969 para la enseñanza primaria en todas las demás parroquias de la zona llamada Normandía.
- 1 de julio 1998: El Consejo Escolar de Normandía se disolvió el 30 de junio de 1998 y dar paso a 1 en julio de 1998 en la "Commission scolaire de l'Énergie" (Comisión de Energía de la Escuela), que se encarga de administrar primaria y secundaria en el mismo territorio que la antigua CSRM (ya sea Mont-Carmel y de Parent (Quebec), Abitibi).

## Cronología religiosa
- 14 de Marzo de 1873: la erección canónica de la parroquia católica de Sainte-Thècle[15]
- 19 de septiembre de 1876 - Don por escritura de Lord John Price mucho Fábrica Sainte-Thècle, a fin de construir una capilla.
- 1877 en 1879 - La construcción de la capilla del pueblo de abajo.
- 1880 - registros abiertos actos de bautizos, matrimonios y entierros de Sainte-Thècle. Anteriormente, los actos relativos a los residentes de Lac-aux-Chicots fueron de registro de Saint-Tite.
- 1893 - Ampliación de la capilla del pueblo de abajo, después de un nuevo decreto del obispo de 6 de octubre de 1892. Esta expansión ha permitido la incorporación de 75 camas, mientras que inicialmente la capilla incluyó 97 escuelas dentro de su recinto.
- 1903 - Selección del sitio de la futura iglesia y comenzar la construcción de la iglesia.
- 1903 - Consultar Maxime Masson, 6 de febrero de 1903, como párroco de Sainte-Thècle. Su tratamiento duró 52 años.
- 1904 - Aprobación de 18 de noviembre de 1904 el nuevo cementerio en la cima de la colina más alta entre dos pueblos: la estación y uno en la parte inferior.
- 18 de septiembre de 1905 - último entierro en el cementerio del pueblo de abajo. Se trata de los restos de Marie Paquin, esposa de François Béland.
- 24 de septiembre de 1905 - La primera celebración religiosa en la nueva iglesia. Venta bancos se convirtió en el mismo domingo después de la gran masa.
- 1905 - Construcción de Estaciones de la Cruz en el interior de la iglesia.
- 1907 y 1908 - Erección de la Cruz en la sacristía.
- 1914 - Adquisición del gran órgano de la iglesia, en sustitución del antiguo órgano, procedente de la capilla.
- 1932 - Nueva promoción de acabado dentro de la etapa de la iglesia, incluyendo el famoso pintor Louis Edward Monty.
- 1938 - hecha por el sacerdote Maxime Masson un cemento león, instalada en un pedestal fuera de la zona norte-este de la iglesia, que simboliza la "Fabrique de Sainte-Thècle", se libera de la deuda generada por la construcción de la iglesia desde 1903 hasta 1905.
- 3 de agosto de 1938 - Una tormenta derribó las torres gemelas de la iglesia de Sainte-Thècle. Varias casas y otros edificios fueron dañados.
- abril de 1939 - Inicio de las obras de construcción de los cuadros de las paredes y el techo de la iglesia, de Louis Edward Monty, artista de Montreal. The Cure Maxime Masson da cuenta de las pinturas en el techo de la sacristía.
- 1 de julio de 1955 - El fin del párroco de 52 años Maxime Masson 15 de octubre de 1867 en  Saint-Justin - 2 de octubre de 1960 en Pointe-du-Lac).
- marzo de 1965 - La instalación de un nuevo altar en la capilla mayor de la iglesia para ser el celebrante de cara al público.
- 1974 - Instalación de la piedra de recuerdo en el parterre frente a la iglesia, al final de las festividades del centenario canónico y civil de Sainte-Thècle. Esta piedra se movió en 2017 en el parterre frente al presbiterio.
- 1983 - Fin de la cura (1962-1985) de André Morin (nacido el 24 de febrero de 1907 en Lac-à-la-Tortue.
- 1987 - Reconstitución del altar en el coro de la iglesia.
- Febrero de 1993 - La iglesia fue utilizada como el escenario para el rodaje de la boda en la serie de televisión "Blanche" en Radio-Canada.
- 2 de octubre de 2017 - Inauguración de la fuente frente a la iglesia, en el mismo sitio que la antigua fuente de la época del sacerdote Masson. - Ampliación de la rue St-Jacques para crear plazas de aparcamiento delante de la iglesia.[16]
- 1 de enero de 2018 - Creación de la nueva fábrica de la parroquia de Saint-Coeur-de-Marie, incluidas las fábricas de Notre-Dame-des-Anges, Saint-Eloi-les-Mines, Saint-Rémi-du-Lac-aux-Sables, St. Leopold de Hervey-Junction, St. Thecla y St. Adelphe.
- 10 de junio de 2018 - Inauguración de la nueva fábrica en presencia del Obispo de la Diócesis de Trois-Rivières, el Obispo Luc Bouchard.
- 5 de septiembre de 2018 - El final de los 33 años de edad de Gérald Baril (2.º más largo en la historia de Sainte-Thècle), desde 1985.
- 6 de septiembre de 2018 - El nuevo sacerdote presidente, el padre Benoit Muhindo Matiri, de la parroquia de Saint-Coeur-de-Marie asumió el cargo.
- Verano de 2018: renovación del interior del Calvario del cementerio de Sainte-Thècle.

## Moneda
"Pasar por sembrar la buena".

## Armas de Sainte-Thècle
Desde mediados del siglo de 20th, la ciudad de Sainte-Thècle utiliza este escudo tripleta que proviene de la "Collège des armoiries du Canada" (Escuela de Armas de Canadá). Su interpretación original era teñida con el espíritu del cristianismo. El escudo fue lanzado el 14 de abril de 1958, el diario regional "Le Nouvelliste" (publicado Trois-Rivières, QC). 17 de enero de 1973 René Veillette resumió su interpretación en una columna en la historia de Sainte-Thècle, en el periódico Le Dynamique (El Dinámica) (editado Saint-Tite, QC). Esta interpretación ha sido adaptada por el historiador Gaetan Veillette en 2012.
Leucomas en la parte superior de la pantalla del triángulo simboliza los santos y los héroes de la historia, cuyo ejemplo ha inspirado a la moral. Ampliamente utilizado en hiéraldisme la media de oro brillo, la justicia, la fe, la fuerza y la consistencia. En el centro de la primera tripleta, el corazón significa bondad y dedicación, recordando la vida y obra de Thecla parroquia patrón. La corona colocada sobre el corazón evoca su santificación.
La segunda tripleta de azul el color azul simboliza la pureza. El árbol es la madera que ha dominado la economía local con la industria de la agricultura en la historia. Este árbol está plantado en una colina, lo que indica el punto más alto del pueblo, es el sitio de la iglesia.
En la tercera tripleta heráldico, derecha, abejas incorporan a la fuerza laboral y valiente. Ser reconocido como abejas laboriosas inspiran respeto. En armonía con la naturaleza, su función es fundamental en el ecosistema. El fondo rojo se muestra la solidaridad y la perseverancia de las personas a través de eventos y asuntos de la comunidad.
La hojas de arce en el fondo caracterizan la belleza y el simbolismo de este árbol muy común en Sainte-Thècle. Evocan los muchos maple producir jarabe de arce legendaria. La hoja de arce es también el emblema del país.
El estandarte de la parte inferior ofrece la moneda oficial de Sainte-Thècle: "Pasa por sembrar la buena". Este lema refleja una actitud cívica que todos deben adoptar todas las acciones de su vida. Por último, la cinta roja que une a las dos ramas de arce es un signo de unidad.

## Toponimia
El nombre de Sainte-Thècle se atribuyó a la parroquia católica, los municipios (parroquia y la ciudad) y las juntas escolares locales (parroquia y ciudad) de la ciudad de Sainte-Thècle. Este nombre viene de Santa Tecla, virgen y mártir del siglo  I, se convirtió al cristianismo y educado por Paul durante su primer viaje misionero. Tecla nació en Isauria de Turquía. Santo Tite y Santa Tecla que vivió al mismo tiempo, se eligió el nombre de la virgen de la erección canónica de la parroquia de Oriente Mauricie por el decreto del 15 de marzo de 1873 promulgado por el obispo Louis-François Richer Lafleche, obispo diócesis de Trois-Rivières. Por otra parte, Moises Proulx, pastor de la Saint-Tite sirvió la parroquia de Sainte-Thècle hasta 1880, hasta la llegada del primer pastor residente.
Los topónimos de las filas de la parroquia representa el impulso de la cristiandad del XIX San José (Saint-Joseph), San Miguel (Saint-Michel), San Pedro (Saint-Pierre), San Jorge (Saint-Georges) y St. Thomas (Saint-Thomas). La parte oriental de esta última se ha relacionado con el municipio de Sainte-Thècle, en 1891.
Las principales arterias de la ciudad de antaño son Notre-Dame, Saint-Jacques, Masson, Grenier, Lacordaire, Tessier, Estación (de la Station), y Du Pont. La última calle debe su designación flotando en el lago Croche, que conecta el pueblo a baja rang St-Michel puente (norte). Con la expansión del pueblo, los topónimos de nuevas calles era un patronímico común: calles Bédard, Veillette, Valle, Piché, Plaza Proteau, Plaza Cloutier, camino Marcotte, camino Marchand... Street Centennial fue erigido en los principales festivales 1973 a 1974, de forma paralela a la rue Villeneuve. Varias carreteras han sido designados en función de su ruta de contexto geográfico del bucle, el Lago Jesuite de Lake Traverse, lago Aylwin, municipio Lejeune, el lago Button ... La carretera Joseph Saint-Amant en Canton Lejeune honra este hombre de negocios de Saint-Tite, que ha contribuido en gran medida a la industria forestal, el dueño del aserradero en la ciudad de Saint-Tite.
Charest carretera (designado como un homenaje a Florent Charest, cuya familia vivía en Sainte-Thècle, en la esquina de St Thomas Road y Rompré carretera), la carretera que une St Thomas Road Lago Pierre-Paul (en Saint-Tite). Un segmento de aproximadamente 1,2 km esta ruta fue abandonado en la década de 1970, a partir de la carretera Lago Pierre-Paul. La carretera Rompré (ahora un segmento de la Ruta 352) conecta el camino sonó St Thomas Road en St-Émile (Saint-Adelphe).
Al final del  XIX, el pueblo de Sainte-Thècle fue desempate en dos áreas principales: el pueblo más bajo (el más antiguo, que se encuentra entre el lago Croche y lago-aux-Chicots) y el pueblo de la estación (que se formó por la estación de tren, llegó a Sainte-Thècle en 1887). Por último, la construcción de la iglesia en 1903, engendró a la construcción de calles Saint-Jacques y Masson, creando una tercera aldea.

## Personalidades relacionadas con la localidad
- Eric Bedard (1976- ), campeón olímpico en patinaje de velocidad 1998 a 2006.

- Bruno Bordeleau (1868 - 1929), médico, alcalde de la localidad de Santa Tecla, y MLA registrador de Champlain.

- Josaphat Groleau (1893-1993), hombre de negocios en la industria de la madera, la municipalidad de alcalde de la localidad durante los tres períodos 1927-1931, 1947-1955 y 1960-1965. Fue presidente de la "Commission scolaire du village" (junta escolar de la aldea) 1947-1949. Terminó su carrera pública como alcaide bautismos.[17]

- Maxime Masson (1867-1960), párroco de Sainte-Thècle, 1903-1955 y Presidente de la "Commission scolaire du village" (Junta Escolar de aldea de Sainte-Thècle) 1915-1947.

- Laurent Naud (1909-1992) hombre de negocios en la industria maderera y el comercio.

- Yvon Rivard (1945- ), un Canadiense escritor, nacido aquí en 1945. Es ganador en dos ocasiones del Gobernador General del Gobernador, recibiendo el Premio del Gobernador General por la ficción en lengua francesa en 1986 por  Los silencios del coro, y el Premio del Gobernador General por la no ficción en lengua francesa en 2013 por Aimer, enseñador.

- Alphée St-Amand (1903-1983), alcalde, jefe de bomberos, ambulancia jefe, funeral, dueño del taller, corporativo y líder comerciante textil.
- Benoît Tousignant (1927-2015), cardiólogo que ejerció en Trois-Rivières de 1964 a 1991.[18]
- Jeffrey Veillet (1881-1946), empresario en la industria maderera y el comercio.[19]·[20]·[21]·[22]

## Galería de fotos

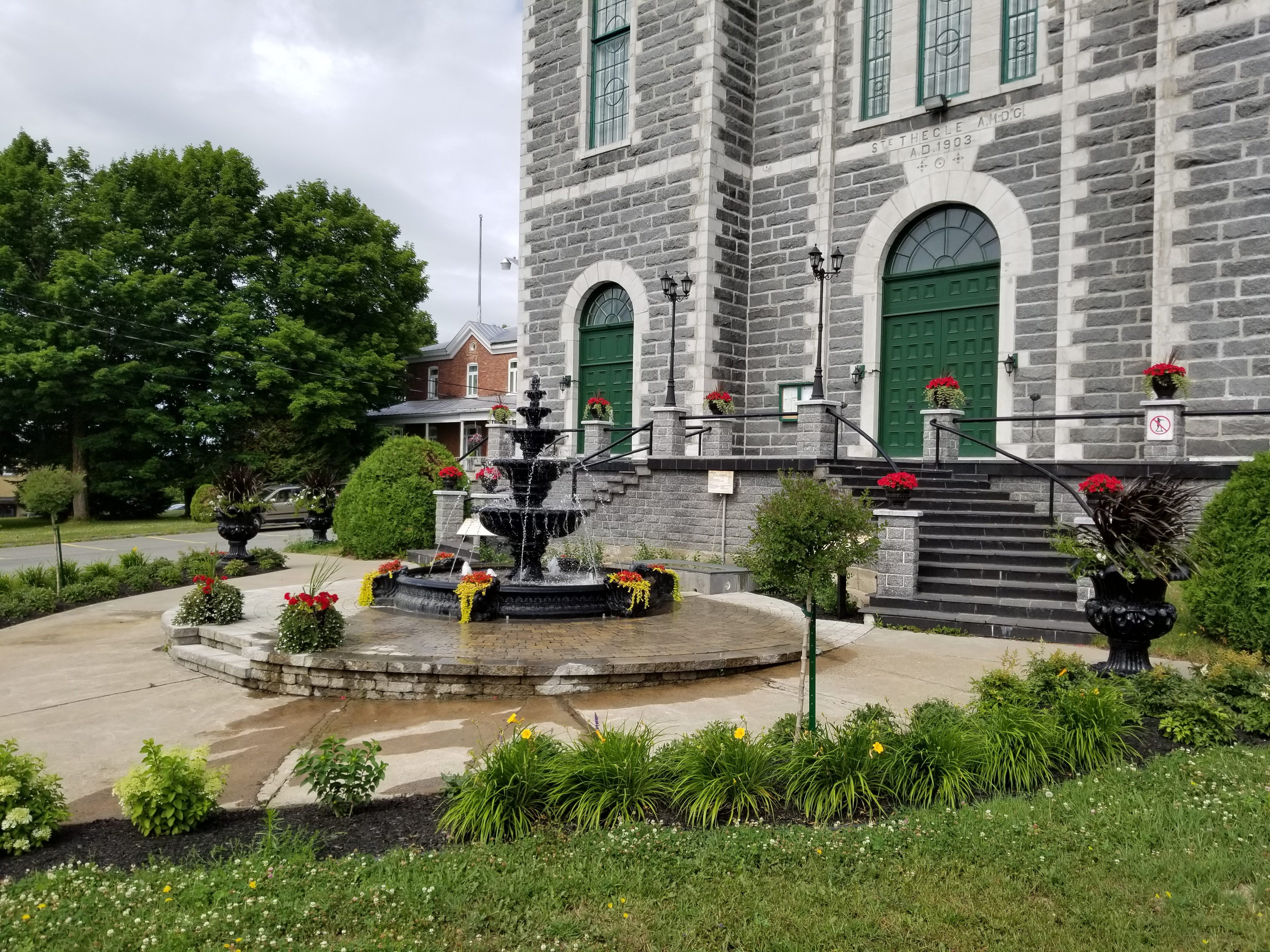
Fuente erigida en 2017 en frente de la iglesia.
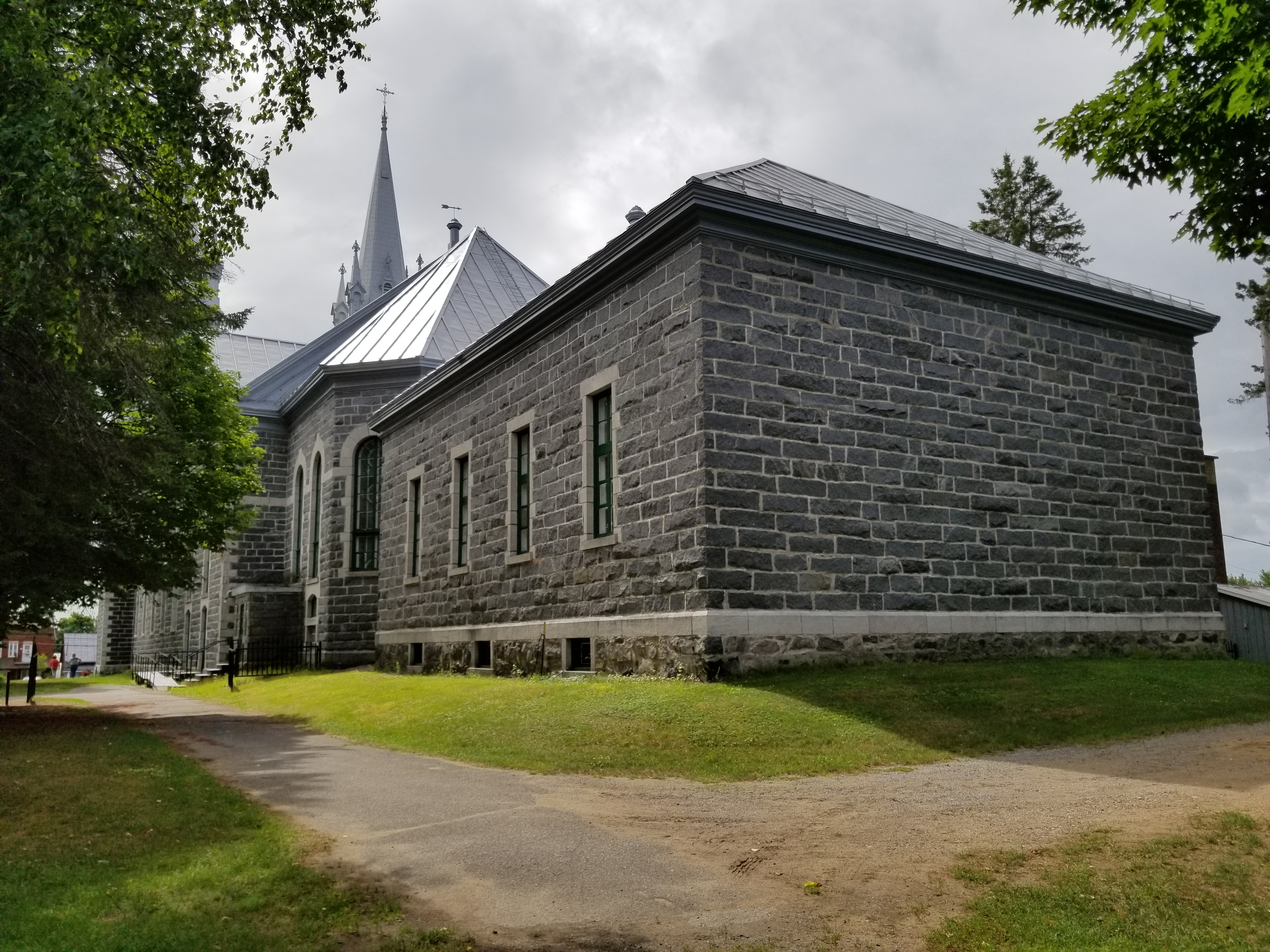
Detrás de la iglesia de Sainte-Thècle, que fue construida de 1903 a 1905.
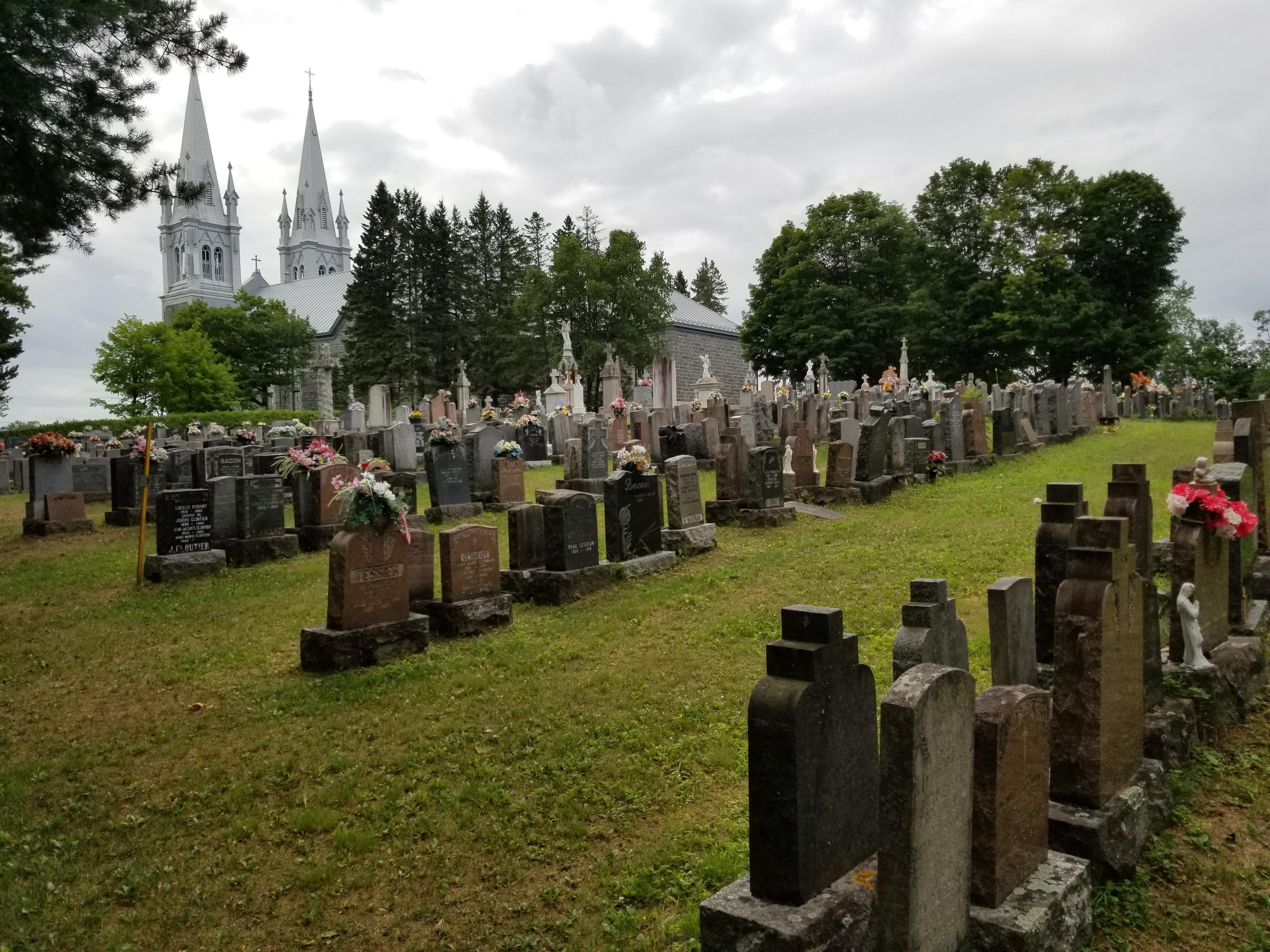
Vista de la sección norte del cementerio en la parte superior de Sainte-Thècle.
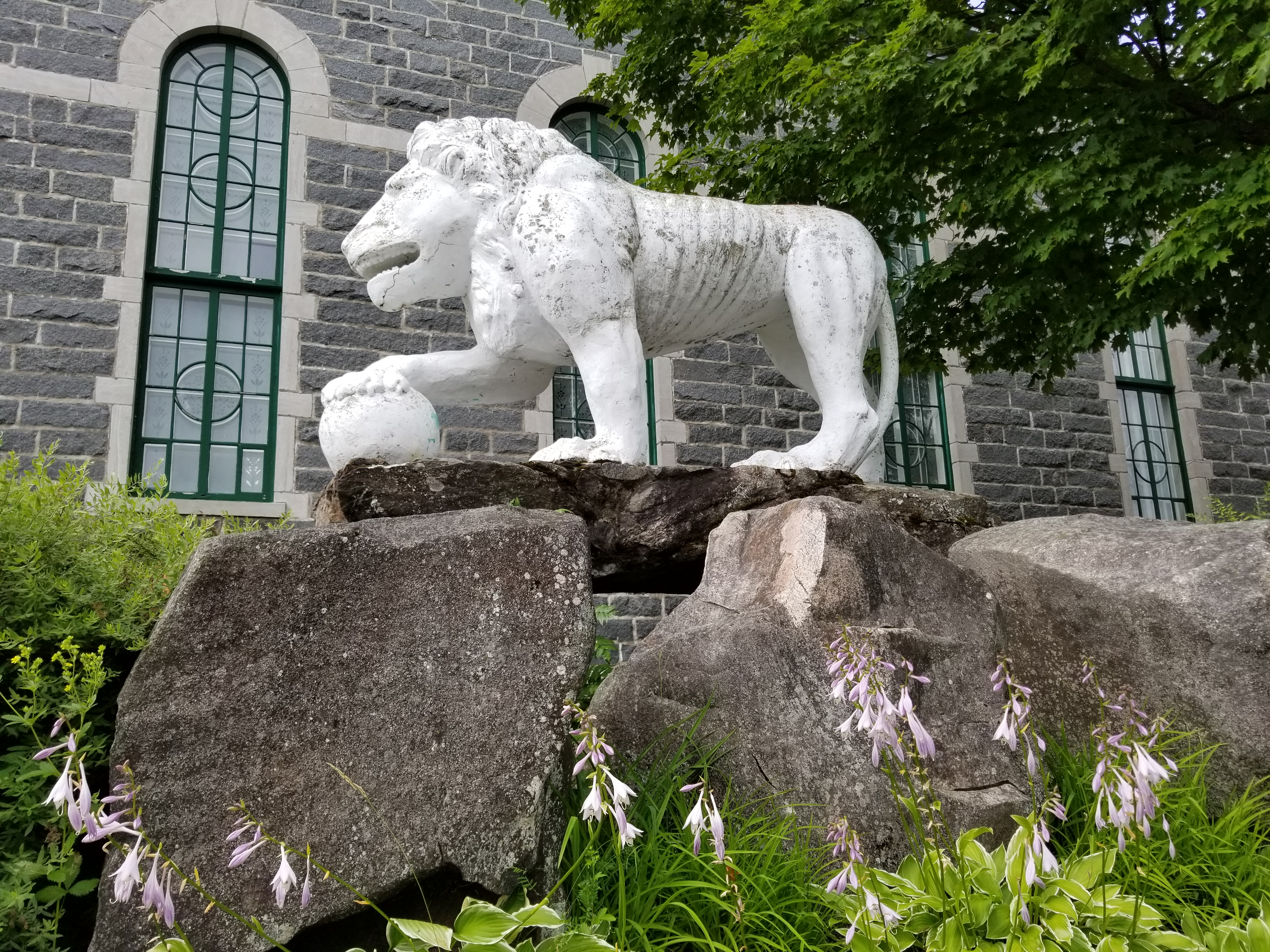
León de cemento en el lado noreste de la iglesia de Sainte-Thècle creado por el sacerdote Maxime Masson.
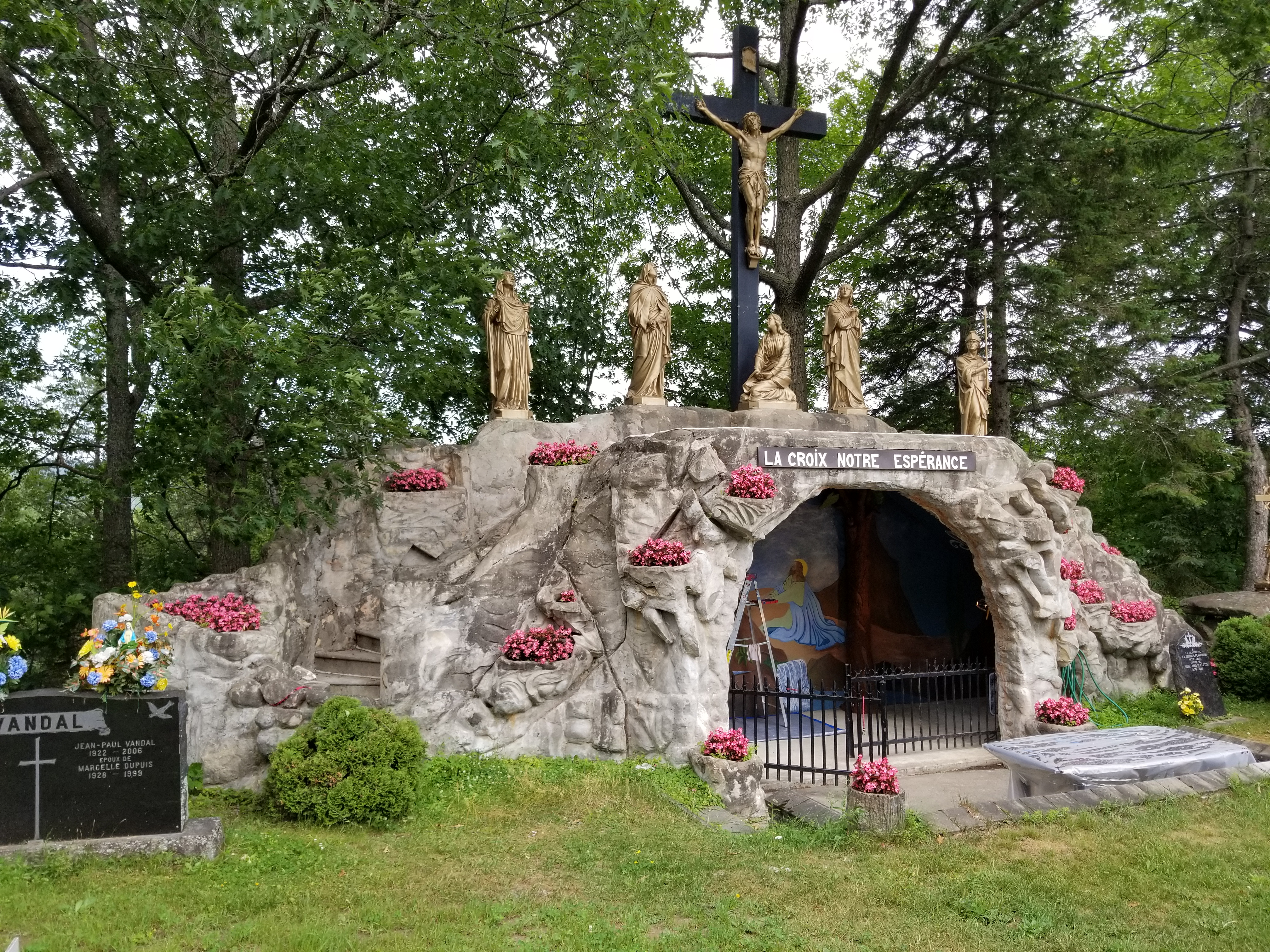
Calvario erigido por el sacerdote Maxime Masson en la cima del acantilado del cementerio de Sainte-Thècle.
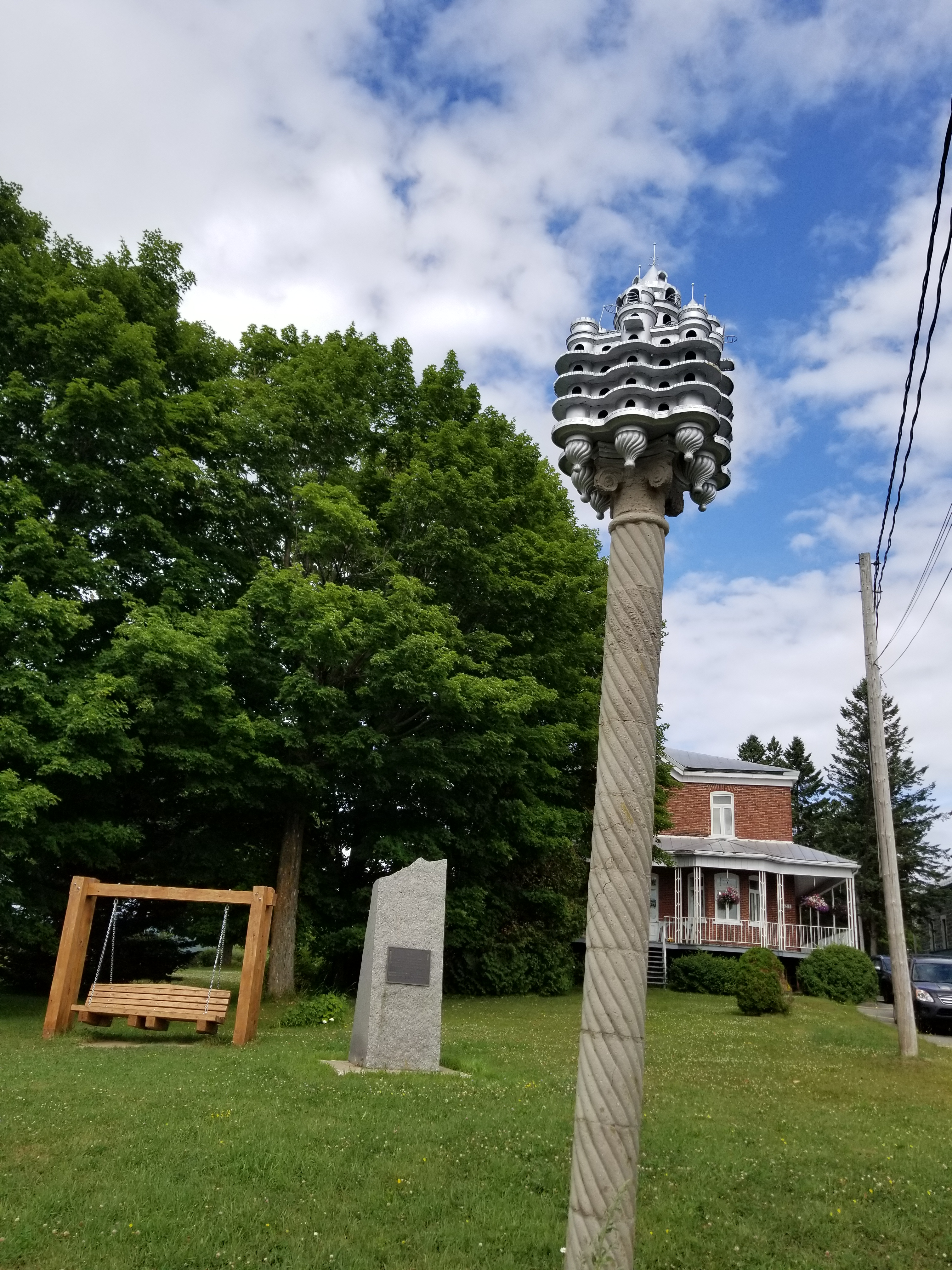
Castillo de pájaro de la época del párroco Maxime Masson y piedra del Centenario, instalado en el frente parterre del presbiterio.
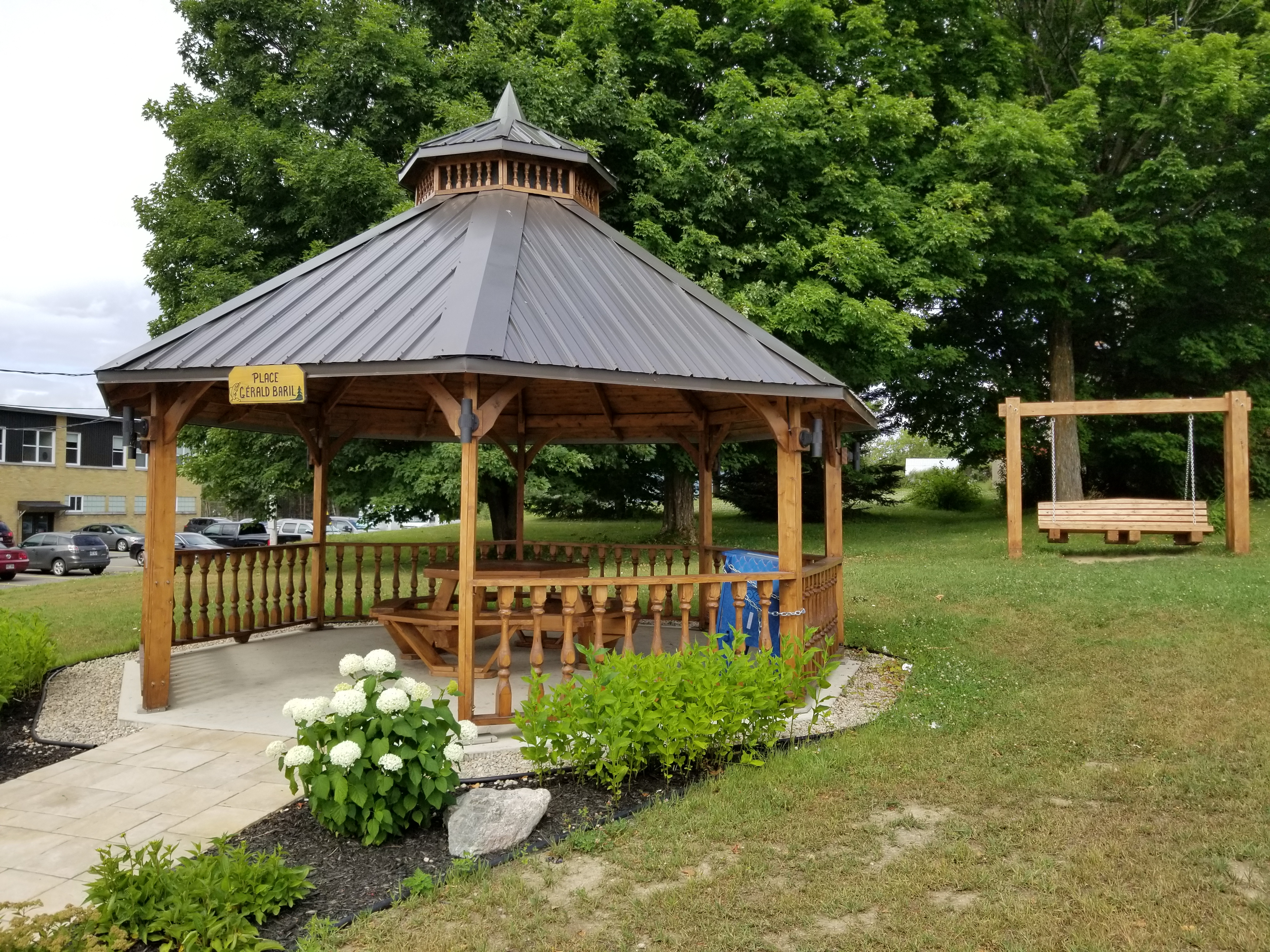
Kiosque aménagé devant le presbytère, près de l'hôtel de ville.
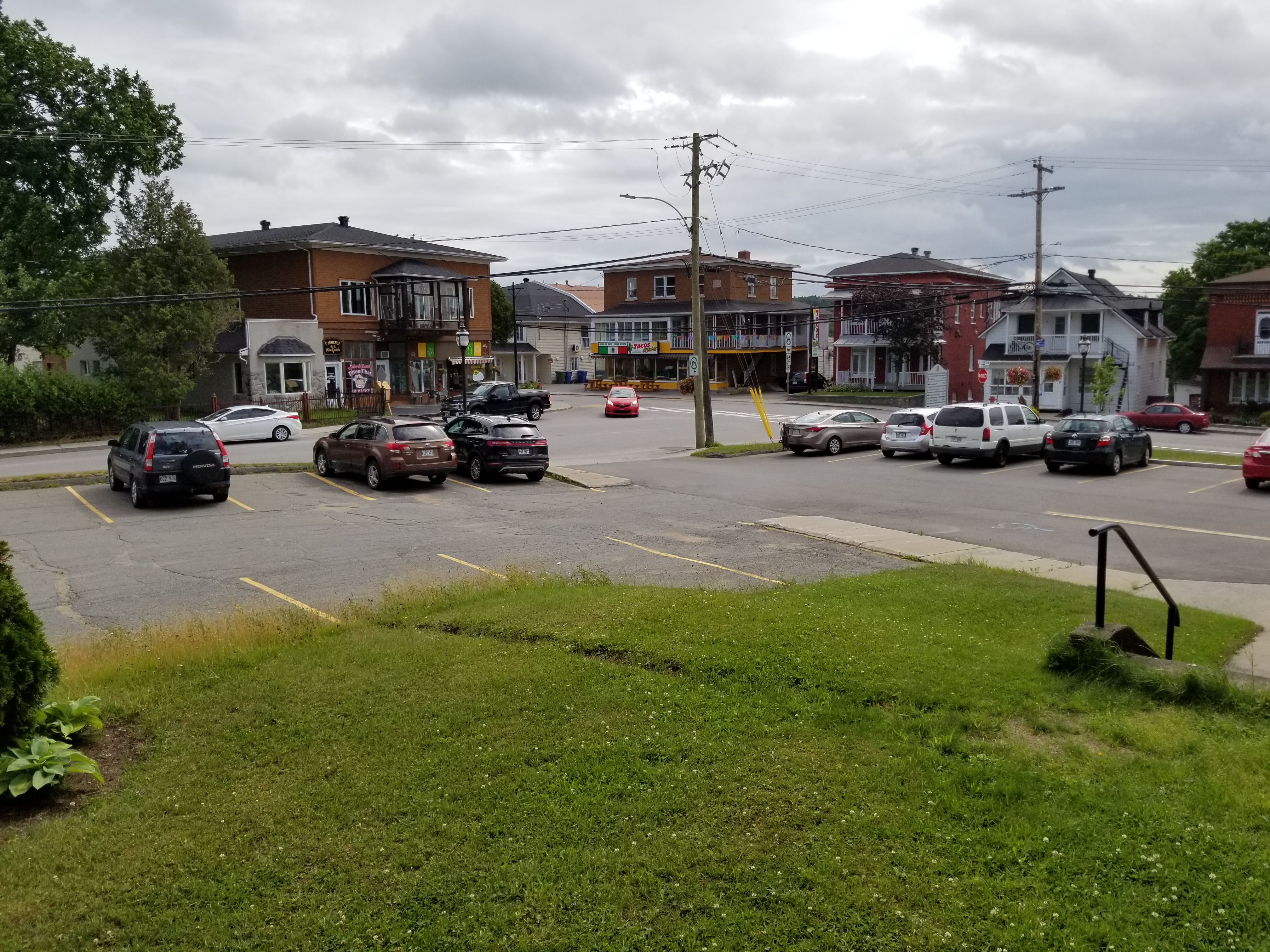
Centro del pueblo de Sainte-Thècle (esquinas Masson y Saint-Jacques) visto desde el parterre de la iglesia.
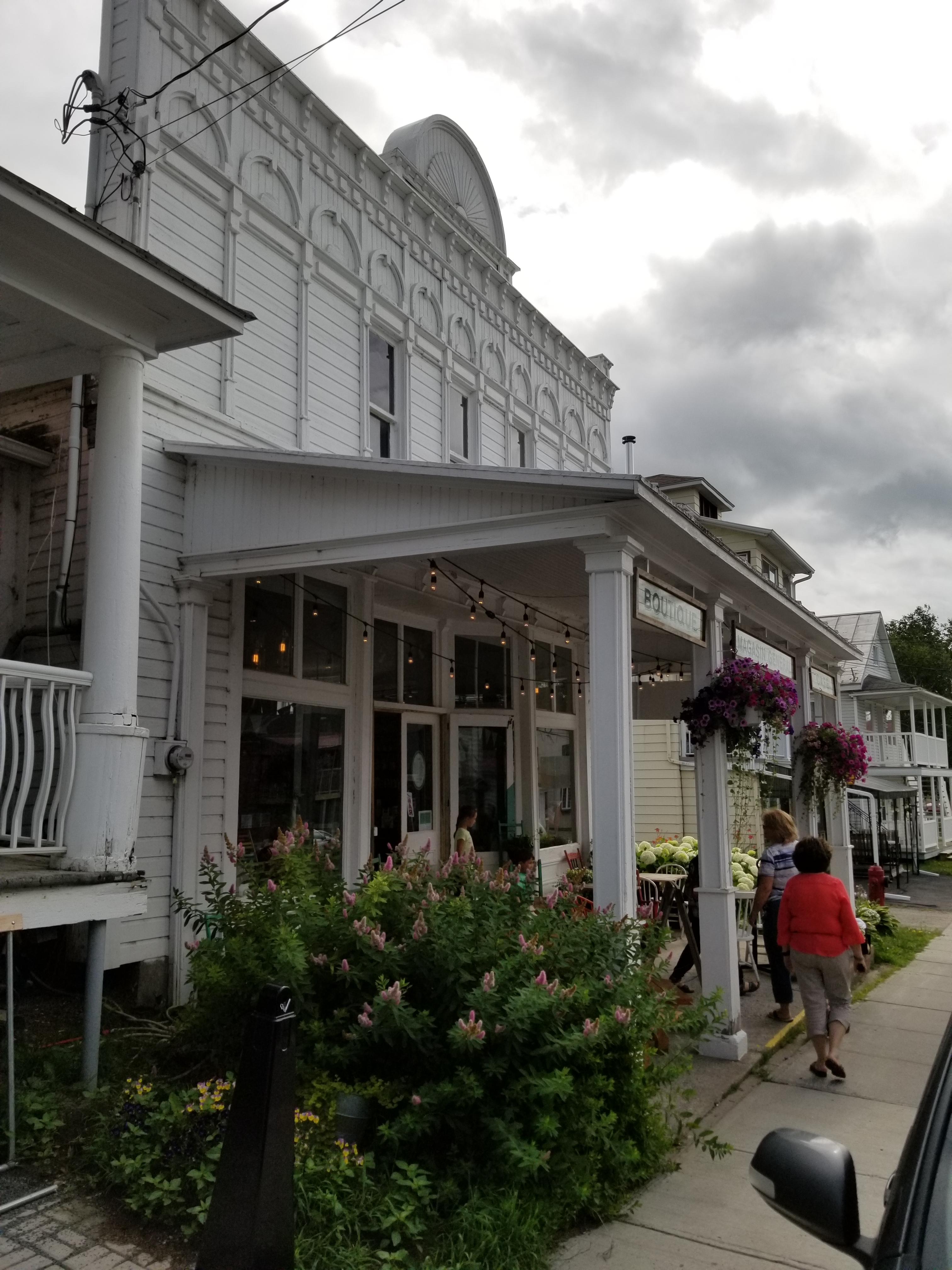
Fachada frontal del Café-Boutique "Aux Cinq Soeurs" en la rue Masson, la antigua tienda de David Leblanc.
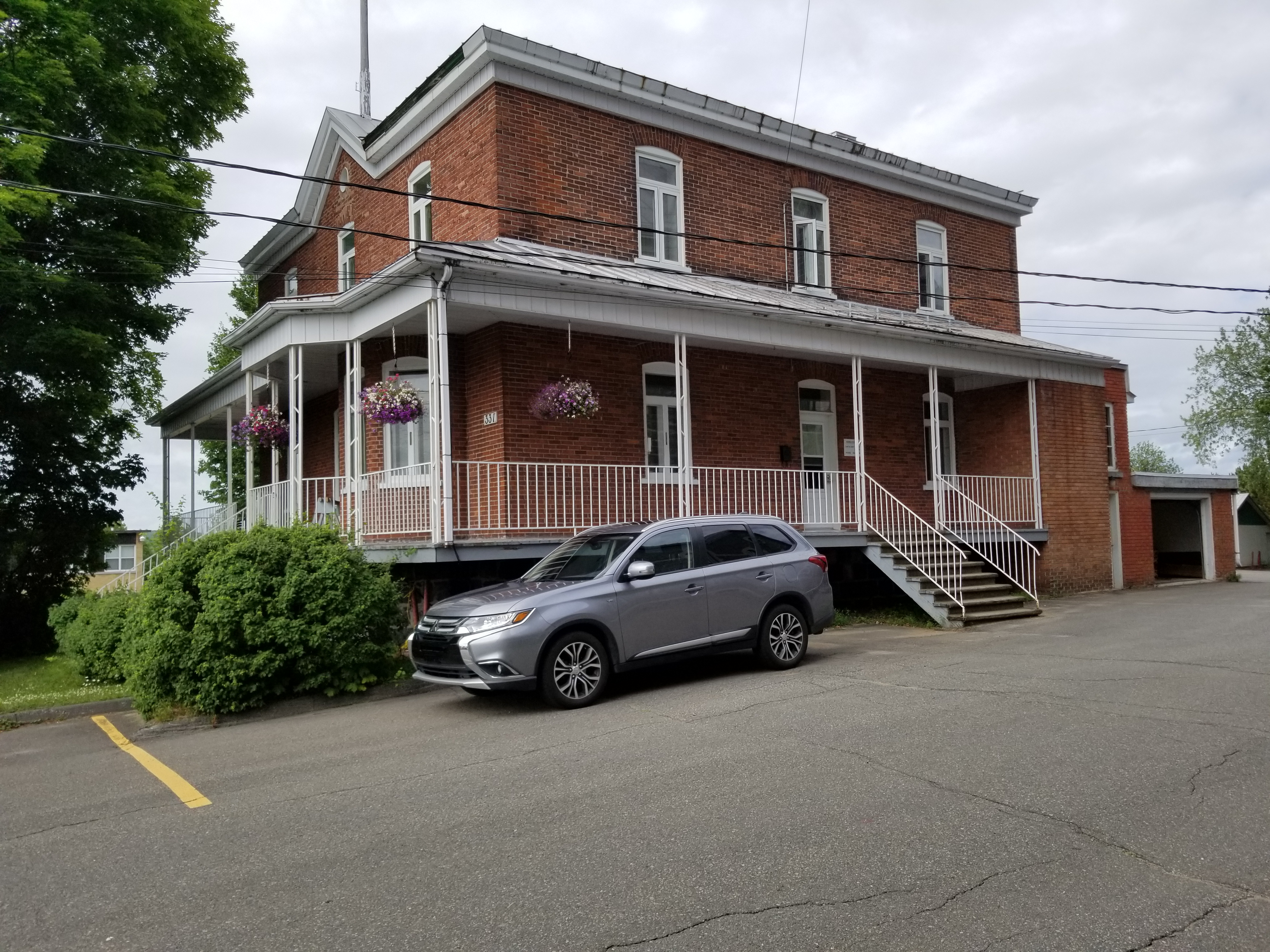
presbiterio de Sainte-Thècle.
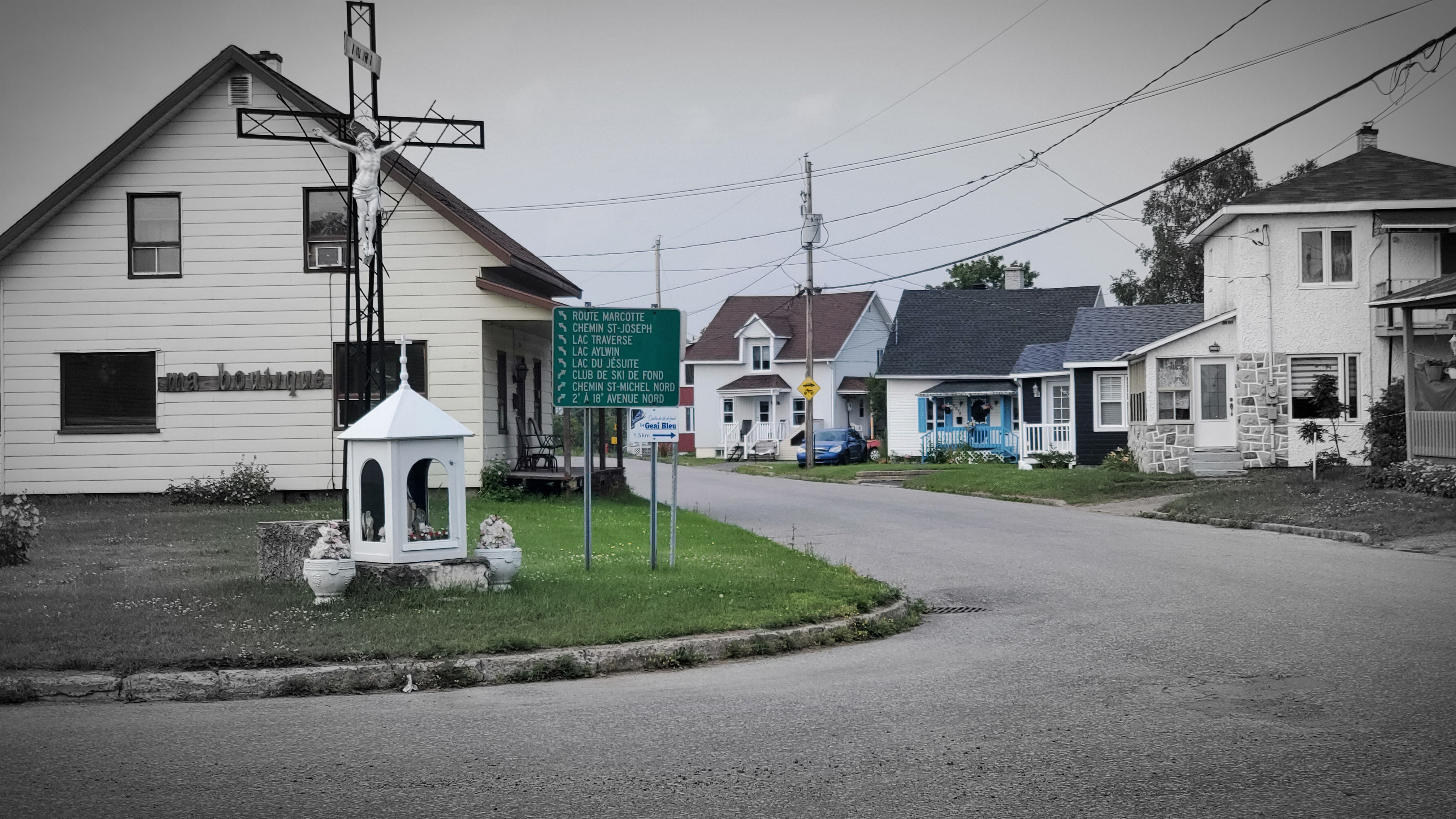
Cruce en la esquina de chemin St-Michel-Nord y rue Marcotte en 2021.
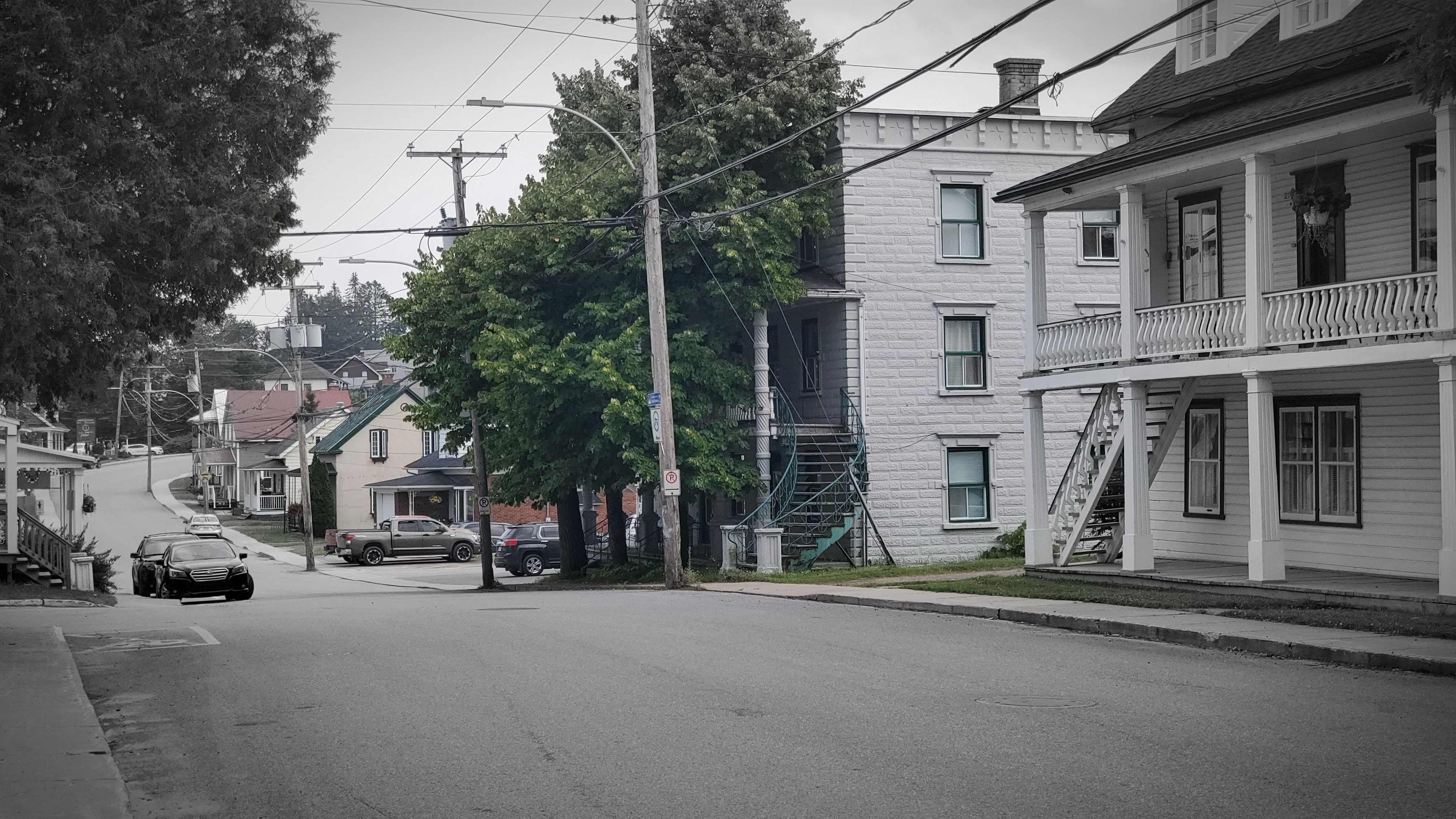
Rue Masson (en la esquina de Rue Saint-Jean) en el pueblo de abajo.
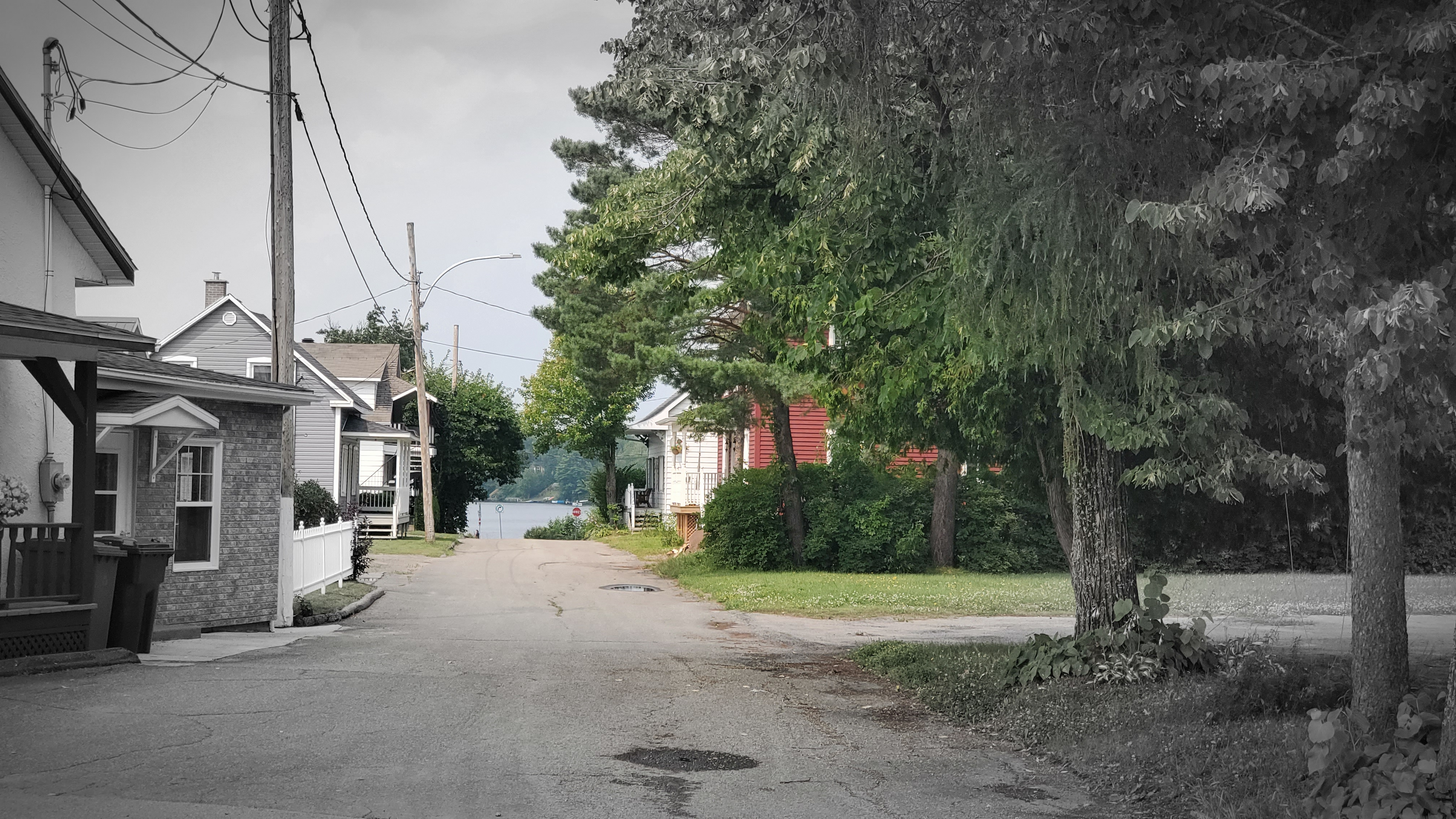
Vista de la rue Tessier en Sainte-Thècle (Quebec) desde la intersección de la rue Masson en julio de 2021.

## Publicaciones sobre la historia de Sainte-Thècle
1. "Répertoire des baptêmes de Sainte-Thècle" (Directorio de bautismos de Sainte-Thècle) (1880-2012), incluyendo 182 actos de registro de Saint-Tite (vecina parroquia) 1869-1880. Publicado por la "Fabrique de Sainte-Thècle" (Fábrica de Sainte-Thècle), este libro tiene 354 páginas y 11135 bautizos.(en francés)
  - "Répertoire des naissances et des baptêmes de Sainte-Thècle" (Directorio de nacimientos y bautismos de Sainte-Thècle) (1880-1940), publicado en 2001, 262 páginas. Autor: Jacques Delisle. (Agotado Edition)(en francés)
2. "Répertoire des mariages de Sainte-Thècle" (Directorio de bodas de Sainte-Thècle) (1880-2004)", publicado en 2005 por la "Fabrique de Sainte-Thècle", 52 páginas. Autores: Yolande Saint-Amand, André B Veillette. Colaboradores: Andréanne, Daniel, Gaetan y Loraine Veillette.(en francés)
  - "Répertoire des mariages de Sainte-Thècle" (Directorio de matrimonios de Sainte-Thècle) (1880-1973)", publicado en 1974 en el centenario de Sainte-Thècle, 149 páginas. Co-autores: Nicole V. Béland, Daniel Veillette, Gaétan Veillette, René Veillette y Yolande St-Amand-Veillette. (Agotado Edition).(en francés)
  - Primero «Annexe au répertoire des mariages de Sainte-Thècle" (Anexo del "Directorio de matrimonios de Sainte-Thècle) (1974-1979)", que contiene 169 bodas. Autor: Yolande Saint-Amand-Veillette (agotado Edition).(en francés)
  - Segundo "Annexe au répertoire des mariages de Sainte-Thècle" (Anexo matrimonios Directorio de Sainte-Thècle) (1974-2004), publicado en 2005, 52 páginas. Autores: Yolande Saint-Amand B André Veillette. Colaborador: Andréanne Veillette.(en francés)
3. "Obituaire Lac-aux-Chicots - Sainte-Thècle 1870-1975", Éditions du Bien Public (Publicación de Bien Público), publicado en 1976 por Genevieve Leblanc y Marie-Ange B. Plamondon. 152 páginas. (Agotado Edition).(en francés)
  - Primer Anexo titulado "Obituario Lac-aux-Chicots-Sainte-Thècle 1975-1979", Éditions du Bien Public (Publicación de Bien Público), p. 153-176, publicado en 1980 por Genevieve y Marie Leblanc Angelo B. Plamondon. Este apéndice contiene el censo especial realizado en 1895 por el sacerdote Michel E. Jannelle. (Agotado Edition).(en francés)
  - Segundo Anexo "Obituaoire Lac-aux-Chicots-Sainte-Thècle 1975-2003", p.170-289, (Agotado Edition)(en francés)
4. Monografía de Centenario titulado "Une ville du nord, Sainte-Thècle, cent ans d'histoire" (Una ciudad del Norte, Sainte-Thècle, cien años de historia) - 1874-1974, Éditions du Bien Public (Publicación de Bien Público), 229 páginas, publicado 03 1974 durante las celebraciones del centenario de Sainte-Thècle. Texto: Dr. Jean-René Marchand. Documentación: Charles Magnan. Colaboradores: Michelle Trepanier y Padre Étienne Morin, op(en francés)
5. Volumen "Sainte-Thècle - Comté de Champlain" (Condado de Champlain)" contiene los censos de 1886, 1891, 1895, 1896 y 1897 de Sainte-Thècle. Publicado en Trois-Rivières en 1987. 320 páginas. Compilado por Brigitte Hamel S.C.O.(en francés)
6. "Des semailles aux glanures : répertoire des objets anciens de Ste-Thècle" (La siembra de la rebusca: directorio de las antigüedades de Sainte-Thècle). Textos redacción, Odette St-Amand bajo la dirección de Armande Rompré-St-Amand. Publicado por el "Comité socio-cultural de Sainte-Thècle", 1984, Imprimerie Arquienne (Arquienne impresión).(en francés)
7. Volumen "Sainte-Thècle - Le temps d'une vie mémorable… pendant un quart de siècle - 1935 à 1960" (Sainte-Thècle - Tiempo para una vida memorable... por un cuarto de siglo - 1935-1960). Autor: Fernando Cloutier. 295 páginas. Publicado en agosto de 2012 a la autora.(en francés)
8. Libro "Sainte-Thècle - Familles du Lac Travers 1955 (Rang St-Joseph)" (Sainte-Thècle - Familias de Lac Travers 1955 (Rang St-Joseph)), por Fernand Cloutier, 2018, 46 páginas - Fotografías: Claude Naud. Publicado en 2018 por el autor.(en francés)
9. Libro "Sainte-Thècle - Familles "Haut du Lac Sud" 1950 (Rang St-Pierre Sud)" (Sainte-Thècle - Familias "Haut du Lac Sud" 1950 (Rang St-Pierre Sud)), por Fernand Cloutier, 2019, 96 páginas - Colaboradore: Myriam Bédard, edición y diseño gráfico. Publicado en {2019 por el autor.(en francés)
10. Libro "Sainte-Thècle - Familles "Nord du lac" 1950 (Rang St-Michel Nord)" (Sainte-Thècle - Familias "Norte del lago" 1950 (Rang St-Michel Norte)), por Fernand Cloutier, 2020, 98 páginas - Colaboradore: Myriam Bédard, edición y diseño gráfico. Publicado en {2020 por el autor.(en francés)
11. Libro "Sainte-Thècle - Familles "Bas du Lac Sud" 1950 (Rang St-Michel Sud)" (Sainte-Thècle - Familias "Bas du Lac Sud" 1950 (Rang St-Michel Sud)), por Fernand Cloutier, 2020, 82 páginas - Colaboradore: Myriam Bédard, edición y diseño gráfico. Publicado en 2020 por el autor.(en francés)
12. Libro "Sainte-Thècle - 1950 - Rang St-Thomas Sud", por Fernand Cloutier, 2019, 94 páginas - Colaboradore: Myriam Bédard, edición y diseño gráfico. Publicado en 2020 por el autor.(en francés)
13. Libro "Sainte-Thècle - 1950 - Rang St-Thomas Nord", por Fernand Cloutier, 2020, 139 páginas - Colaboradores: familiares de Fernand Gravel y Louiselle Lefebvre. Collaboratrice: Myriam Bédard, edición y diseño gráfico. Publicado en 2020 por el autor.(en francés)